# Призрачная чёрная кошачья акула
Призрачная чёрная кошачья акула (лат. Apristurus manis) — один из видов рода чёрных кошачьих акул (Apristurus), семейство кошачьих акул (Scyliorhinidae). Обитает в северной части Атлантического океана. Встречается на глубине до 1900 м. Максимальная зарегистрированная длина 85 см. 

## Таксономия
Впервые вид научно описан в 1979 году. Видовое название происходит от слова лат. manes — «призрак». Голотип представляет собой самку длиной 32,8 см, пойманную к юго-западу от Нантакета (39°52′ с. ш. 70°50′ з. д.) на глубине 731—841 м. Паратипы: неполовозрелые самки длиной 22,5—24,5 см и самец, пойманные там же на глубине 658—841 м.

## Ареал
Это малоизученный глубоководный вид, обитающий в северной Атлантике на континентальных склонах у берегов Ирландии и Массачусетса на глубине 600—1900 м. Средний размер 76 см. Максимальная зафиксированная длина 85 см. 

## Биология
Эти акулы размножаются яйцеживорождением. Эмбрионы питаются исключительно желтком. 

## Взаимодействие с человеком
Изредка попадает в качестве прилова в глубоководные сети. Международный союз охраны природы присвоил этому виду охранный статус «Вызывающий наименьшие опасения»>.